# علاج تحليلي معرفي
العلاج التحليلي المعرفي (سي إيه تي CAT) هو شكل من أشكال العلاج النفسي طوره أنطوني رايل بداية في المملكة المتحدة. طور هذا العلاج المحدود بالوقت في سياق الخدمة الصحية الوطنية للمملكة المتحدة بهدف توفير علاج نفسي فعال وبتكلفة معقولة يمكن تقديمه بشكل واقعي في نظام للصحة العامة محدود المصادر. وهو مميز لاستخدامه المكثف لإعادة التكوين، ودمجها في الممارسة المعرفية والتحليلية، وطبيعته التعاونية، وإشراك المريض بشكل فعال جدًا في العلاج.
يهدف ممارس العلاج التحليلي المعرفي إلى العمل مع المريض لتحديد التسلسل الإجرائي؛ سلاسل من الأحداث، والأفكار، والعواطف، والدوافع التي تفسر كيفية حدوث واستمرار مشكلة بعينها (على سبيل المثال إيذاء الذات). بالإضافة إلى نموذج تسلسل الأحداث، هناك سمة مميزة أخرى للعلاج التحليلي المعرفي هي استخدامه للأدوار المتبادلة، والتي تختص بالمشاكل التي تحدث بين الأشخاص لا داخل المريض. قد تُسجل الأدوار المتبادلة مبكرًا في حياة الشخص ثم تُعاد في حياته المتأخرة؛ على سبيل المثال، الشخص الذي يشعر بإهمال والديه صغيرًا ويعتبر هذا هجرًا ستكون عرضته للإحساس بالهجر في حياته كبيرة (أو يتجاهل نفسه فعليًا).